# 9 Shots
«9 Shots» (с англ. — «9 выстрелов») — сингл американского рэпера 50 Cent с его шестого студийного альбома Street King Immortal. Музыкальное видео на песню было сделано Еифом Риверой.

## Список композиций
Цифровая дистрибуция
1. «9 Shots»

## Чарты
| Чарты (2015)                          | Пик позиция |
| ------------------------------------- | ----------- |
| Франция (SNEP)                        | 178         |
| США (Billboard Hot R&B/Hip-Hop Songs) | 48          |